# 莫家拳
莫家拳，廣東拳術，為中國武術流派之一，屬於南拳門派，也是少林寺拳法的分支，是廣東非物質文化遺產。

## 源流
莫家拳又称“六度阴阳掌”，相傳乃清朝乾隆年間祖師莫達士习得南少林武术后，经切磋琢磨创制而成。现主要分布于惠州、东莞、广州、佛山、顺德等地，也有說源於福建少林寺至善禪師；至清嘉慶年間，由廣東惠州府海豐莫振蛟（有寫為遮蛟或蔗蛟）所授。。

## 介紹
莫家拳特点是侧身正肩吊马，步法灵活，善用腿法，手法紧密，以攻为主，拳势勇猛，刚劲有力，长短配合。莫家拳以腿法见称，其基本理论是“一腿胜三拳”，主要腿法有“莫家三脚”过门脚、穿心脚、后蹬脚，莫家拳也喜用「低樁」腿法，如磨樁、軋腳、偷彈、揪腳、后蹬等，又有高中路，如撐雞腳、穿心腳、虎尾腳、標腳及炮腳沖天等；配以緊密的手法，洪家的橋手功夫，拳勢剛猛，步法靈活，腿法特出。如歌訣云「拳行如虎勢，腿法高中低，身靈步輕快，長短勁俱齊」。

## 套路
拳法主要有牛角拳、十字拳。手法有拉手、标手、撕手、攻桥、劈桥、回桥、拖船、标手、分掌、水底撩眉等。肘法以顶肘（前顶、侧顶、后顶)为主。步型主要有吊马、四六马、半吊步等。身型以侧身正肩和左桥右单支为主。。
莫家拳拳种有箭拳、串花拳、黑虎拳、豹拳、人字椿法，棍法有钓鱼棒、龙虎棍、鸣州棍、二郎棍、打单枝、盘龙棍、莫家大钯等。拳法采取手法紧密，拳势勇猛。步法灵活，长短配合。

## 來源
1. 1 2 3  .   [2022-12-24]. （原始内容存档于2022-12-24）.
2. 1 2  .   [2022-12-24]. （原始内容存档于2022-12-25）.
3. ↑  .   [2022-12-24]. （原始内容存档于2022-12-26）.